# San Miguel de Tiradores
San Miguel de Tiradores är en ort i Mexiko.   Den ligger i kommunen Abasolo och delstaten Guanajuato, i den centrala delen av landet, 280 km väster om huvudstaden Mexico City. San Miguel de Tiradores ligger 1 691 meter över havet och antalet invånare är 131.
Terrängen runt San Miguel de Tiradores är platt västerut, men österut är den kuperad. Runt San Miguel de Tiradores är det ganska tätbefolkat, med 116 invånare per kvadratkilometer. Närmaste större samhälle är Pénjamo, 15,1 km väster om San Miguel de Tiradores. Trakten runt San Miguel de Tiradores består till största delen av jordbruksmark.